# Grytholmen
Grytholmen är en ö i Finland. Den ligger i Skärgårdshavet och i kommunen Salo i den ekonomiska regionen  Salo i landskapet Egentliga Finland, i den sydvästra delen av landet. Ön ligger omkring 55 kilometer sydöst om Åbo och omkring 120 kilometer väster om Helsingfors.
Öns area är 72,4 hektar och dess största längd är 1,4 kilometer i sydväst-nordöstlig riktning. Ön höjer sig omkring 30 meter över havsytan.